# Fijià
El fijià és una de les llengües malaiopolinèsies, de la família Austronèsia, parlada com a llengua materna per 360.000 persones i com a segona llengua per 320.000 persones. És llengua cooficial a les illes Fiji (Pacífic sud), al costat de l'anglès i de l'hindi de Fiji. Com altres llengües de la família consta d'un inventari reduït de consonants i distinció entre vocals llargues i breus. El fijià és un idioma que adopta l'ordre Verb+Objecte+Subjecte com a canònic, cosa que significa que comencen la majoria de frases amb el verb i després en prediquen els arguments.

## Ús i vitalitat de la llengua
El fijià és parlat com a llengua materna per 330.000 parlants a Fiji, 10.000 a Kadavu, i 20.000 a Viti Levu del Nord-est, la qual cosa representa menys de la meitat de la població de Fiji. Les llengües oficials de Fiji són l'anglès, el fijià i l'hindi de Fiji. El fijià s'utilitza a la premsa, la ràdio i a les TIC, i també com a llengua de l'educació. Disposa de gramàtica i diccionari, i de traducció de la Bíblia des de 1864. Cal notar, però, que el fijià és conegut també com a segona llengua per 320.000 parlants.
El fijià estàndard parteix de la parla de l'illa de Bau, que és un dialecte fijià de l'est.

## Dialectes
A causa de la geografia del territori, distribuït en nombroses illes sense comunicació natural, el fijià té molts dialectes: el bau, el vanua levu central, el kadavu, el vanua levu del nord-est, el viti levu del nord-est, el vanua levu del sud-est, el viti levu del sud-est, el vanua levu de l'oest. El vanua levu del sud té molts dialectes similars al dialecte bau. Al nord de Vanua, Levu i illes properes s'hi parla una varietat semblant. El bau, que ha esdevingut la base del fijià estàndard, fou usat tradicionalment com a lingua franca entre els fijians.

## Fonologia
Els fonemes consonàntics del fijià són els següents:
|             |                | Labials | Coronals | Palatals | Velars |
| ----------- | -------------- | ------- | -------- | -------- | ------ |
| Nasals      | Nasals         | m       | n        |          | ŋ      |
| Oclusius    | sords          | (p)     | t        |          | k      |
| Oclusius    | Prenasalitzats | mb      | nd       |          | ŋɡ     |
| Fricatius   | sords          | (f)     | s        |          | (x)    |
| Fricatius   | sonors         | β       | ð        |          |        |
| Vibrants    | simple         |         | r        |          |        |
| Vibrants    | Prenasalitzat  |         | ɳɖr      |          |        |
| Aproximants | Aproximants    |         | l        | j        | w      |

Els sons [p] i [f] es troben només en manlleus d'altres llengües. Els sons [x] i [h] només es troben en les parles de certes regions del país.
Els fonemes vocàlics són:
|          | Anteriors | Anteriors | Centrals | Centrals | Posteriors | Posteriors |
| curta    | llarga    | curta     | llarga   | curta    | llarga     |            |
| -------- | --------- | --------- | -------- | -------- | ---------- | ---------- |
| Tancades | i         | iː        |          |          | u          | uː         |
| Mitjanes | e         | eː        |          |          | o          | oː         |
| Obertes  |           |           | a        | aː       |            |            |

|                     | semivocal /i/ | semivocal /u/ |
| ------------------- | ------------- | ------------- |
| Nucli sil·làbic /e/ | ei̯            | eu̯            |
| Nucli sil·làbic /o/ | oi̯            | ou̯            |
| Nucli sil·làbic /a/ | ai̯            | au̯            |

A més, també existeix el diftong creixent i̯u.
Les síl·labes estan formades per una consonant seguida d'una vocal (CV) o d'una vocal sola (V). L'accent prosòdic es basa en la llargada o duració de les vocals, la qual cosa determina les mores: una vocal breu compta com una mora, mentre que una vocal llarga o un diftong val per dues mores. L'accent no és lèxic sinó que pot canviar quan s'afegeix un sufix al lexema.

## Ortografia
L'escriptura del fijià es basa en l'alfabet llatí i utilitza les lletres següents:
A B C D E F G I J K L M N O P Q R S T U V W Y
a b c d e f g i j k l m n o p q r s t u v w y
Les consonants tenen una correspondència unívoca entre so i grafia:
| - b = [mb] - c = [ð] - d = [nd] (di = [ndʒi]) - f = [f] - g = [ŋ] - j = [tʃ] ~ [ndʒ] - k = [k] - l = [l] - m = [m] | - n = [n] nr = [ɳɖ] - p = [p] - q = [ŋɡ] - r = [r] - s = [s] - t = [t] (ti = [tʃi]) - v = [β] - w = [ɰ] - y = [j] o muda |

Cal precisar que ti i di es pronuncien més aviat com a [tʃi], [ndʒi] i no com a [ti], [ndi]. D'aquí ve que en fijià, el nom de Fiji, Viti, a partir d'una pronunciació al·lofònica de [βitʃi] doni [ɸidʒi].
Les lletres vocals a e i o u tenen aproximadament els valors [a ɛ~e i ɔ~o u]. La llargada de la vocal no s'indica en l'escriptura, excepte en els diccionaris o llibres de text de llengua per a estudiants. Els diftongs són ai au ei eu oi ou i iu, i es pronuncien [ɛi̯ ɔu̯ ei̯ eu̯ oi̯ ou̯ i̯u].

## Sintaxi
El fijià és una llengua VOS, és a dir, l'ordre habitual dels components de l'oració és Verb-Objecte-Subjecte. Per exemple:
- E rai-c-a (1) na no-na (2) vale (3) na gone (4).
- 3a sing.-sub. veure trans.-3a sing.-obj. (1) la 3a sing. poss. (2) casa (3) el nen (4).
- (El nen veu la seva casa.)